# 김성현 (성악가)
김성현(1997년 2월 2일 ~ )은 대한민국의 성악가이다.

## 방송
- 제28회 KBS한전음악콩쿠르 특별연주회 (2022)
- 팬텀싱어 4 (2023) - 준우승

## 공연
- 신한음악상 대상 수상자 베를린 한국문화원 공연 (2016)
- 한국오페라 70주년 기념 SNU오케스트라 협연 (2018)
- 발달장애 연주자와 신한음악상 수상자가 함께하는 WITH CONCERT (2020)
- 서울대학교 정기오페라 호프만의 이야기 (2021)
- KBS 교향악단 특별연주회 협연 (2022)
- 신한음악상과 함께하는 S-Classic Week (2022)
- 한국가곡 100년의 미래를 향한 테마콘서트 청춘예찬 (2022)
- 꿈과 끼를 키우는 음악회